# Thomas Walkup
Pour les articles homonymes, voir Thomas.
Thomas Ryan Walkup, né le 30 décembre 1992 à Pasadena, Texas, est un joueur américain naturalisé grec de basket-ball. Il évolue aux postes d'arrière et d'ailier.

## Biographie

### Carrière universitaire
Il passe ses quatre années universitaires à l'université d'État Stephen F. Austin (en) où il joue pour les Lumberjacks (en) entre 2012 et 2016.

### Carrière professionnelle
Le 23 juin 2016, lors de la draft 2016 de la NBA, automatiquement éligible, il n'est pas sélectionné.
En juillet 2016, il participe à la NBA Summer League 2016 de Las Vegas avec les Warriors de Golden State. En six matches (dont quatre titularisations), il a des moyennes de 3,17 points, 3,5 rebonds et 1,67 passes décisives en 15,9 minutes par match.
Le 22 septembre 2016, il signe un contrat avec les Bulls de Chicago pour participer au camp d'entraînement et tenter de faire partie des quinze joueurs retenus au début de la saison NBA 2016-2017 mais est licencié après quatre rencontres. Il rejoint les Bulls de Windy City, le club de NBDL des Bulls de Chicago.
Walkup rejoint le Žalgiris Kaunas à l'été 2018. En novembre 2019, il signe un nouveau contrat avec le Žalgiris pour la saison 2020-2021.
En juin 2021, Walkup s'engage pour deux saisons avec une troisième saison en option avec le Olympiakós, club grec.

## Statistiques

### Universitaires
| Saison    | Équipe                 | Matchs | Titul. | Min./m | % Tir | % 3pts | % LF | Rbds/m. | Pass/m. | Int/m. | Ctr/m. | Pts/m. |
| --------- | ---------------------- | ------ | ------ | ------ | ----- | ------ | ---- | ------- | ------- | ------ | ------ | ------ |
| 2012-2013 | Stephen F. Austin (en) | 32     | 0      | 18,6   | 50,5  | 45,5   | 60,5 | 3,59    | 1,28    | 0,84   | 0,09   | 4,38   |
| 2013-2014 | Stephen F. Austin      | 35     | 35     | 28,4   | 56,8  | 35,9   | 73,3 | 5,23    | 2,14    | 1,09   | 0,26   | 13,14  |
| 2014-2015 | Stephen F. Austin      | 34     | 34     | 27,7   | 56,7  | 26,2   | 74,4 | 6,47    | 3,71    | 1,18   | 0,18   | 15,56  |
| 2015-2016 | Stephen F. Austin      | 34     | 34     | 29,5   | 58,8  | 25,6   | 81,7 | 6,85    | 4,50    | 2,09   | 0,47   | 18,06  |
| Total     |                        | 135    | 103    | 26,2   | 56,8  | 30,5   | 75,9 | 5,56    | 2,93    | 1,30   | 0,25   | 12,91  |

## Palmarès
- 2× AP Honorable Mention All-American (2015, 2016)
- 2× Joueur de l’année de la Soutland Conference (2015, 2016)
- 2× First-team All-Southland (2015, 2016)
- 3× Southland Tournament MVP (2014–2016)
- Lou Henson Award (2016)
- Champion de Lituanie 2019, 2020, 2021
- Vainqueur de la coupe de Grèce 2022
- Meilleur défenseur de l'Euroligue 2023-2024
- Champion de Grèce 2022, 2023, 2025

## Vie privée
Les parents de Walkup sont Lisa et Raymond Walkup. Il a un frère aîné, Nathan, qui a joué chez les Aggies du Texas entre 2007 et 2011. Walkup a souvent été connu pour sa barbe qui a attiré l'attention de plusieurs médias au cours du tournoi final NCAA 2016 et déclare ne pas s'être rasé depuis le 1er novembre 2015. Il lui a été demandé de se raser mais il a estimé que sa barbe convenait avec le surnom de son équipe universitaire, les Lumberjacks. Son apparence a également été comparée avec celle du joueur de baseball des Nationals de Washington, Bryce Harper.
Le 18 avril 2023, il obtient la nationalité grecque grâce à une procédure expresse (naturisalition honoraire), signée par le ministre de l’Intérieur Mavroudís Vorídis et par la présidente de la République Ekateríni Sakellaropoúlou, au motif qu’« il peut offrir d’importants services au pays en contribuant aux distinctions de l’équipe nationale de basket-ball ».